# مسئله پوشش همگانی لبگ

یک مثلث متساوی‌الاضلاع با قطر ۱ درون یک دایره با قطر ۱ جا نمی‌گیرد

مسئله پوشش همگانی لبگ یک مسئله حل‌نشده در هندسه است که به‌دنبال یافتن کوچک‌ترین شکل کوژ از نظر مساحت است که بتواند هر مجموعه مسطح با قطر یک را بپوشاند. تعریف قطر یک مجموعه، کران بالای کمینه فاصله بین همه جفت‌های نقطه در آن مجموعه است. یک شکل زمانی مجموعه‌ای را می‌پوشاند که زیرمجموعه‌ای همنهشت از آن را در بر بگیرد. به‌عبارت دیگر، مجموعه می‌تواند دوران یابد، جابجا شود یا بازتاب پیدا کند تا درون آن شکل جای بگیرد.

## صورت‌بندی و پژوهش‌های آغازین
این مسئله نخستین‌بار توسط هنری لبگ در نامه‌ای به یولا پال در سال ۱۹۱۴ مطرح شد. سپس در مقاله‌ای از سوی پال در سال ۱۹۲۰ همراه با تحلیل او منتشر شد. او نشان داد که پوششی برای همهٔ منحنی‌های با پهنای ثابت برابر یک، همزمان می‌تواند برای همهٔ مجموعه‌های با قطر یک نیز پوشش‌دهنده باشد. او یک پوشش را این‌گونه ساخت که یک شش‌ضلعی منتظم را با یک دایره محاطی با قطر یک در نظر گرفت و دو گوشه از شش‌ضلعی را برید تا پوششی با مساحت زیر به‌دست‌آورد:{\displaystyle 2-{\frac {2}{\sqrt {3}}}\approx 0.84529946.}

شکل با خط سیاه، راه‌حل پال برای مسئله پوشش همگانی لبوگ است. درون آن، چند شکل مسطح با قطر یک جای گرفته‌اند: یک دایره (آبی)، یک مثلث رو-لو (قرمز) و یک مربع (سبز).

در سال ۱۹۳۶، رولاند اشپراگه نشان داد که می‌توان بخشی از پوشش پال را در نزدیکی یکی دیگر از گوشه‌ها حذف کرد، بدون آن‌که ویژگی پوشانندگی آن از بین برود. این کار کران بالای مساحت پوشش را به مقدار زیر کاهش داد:
{\displaystyle a\leq 0.844137708436}

## کران‌های کنونی
پس از دنباله‌ای از بهبودها بر راه‌حل اشپراگه که در هر مرحله گوشه‌هایی کوچک از شکل حذف می‌شد، در مقاله‌ای از فیلیپ گیبز در سال ۲۰۱۸، بهترین کران بالای شناخته‌شده اعلام شد که کاهش بیشتری در مساحت ایجاد می‌کرد و آن را به مقدار ۰٫۸۴۴۰۹۳۵۹۴۴ رساند.
بهترین کران پایین شناخته‌شده برای مساحت، توسط پیتر براس و مهربد شریفی به‌دست آمد. آن‌ها با استفاده از ترکیب سه شکل در هم‌ترازی بهینه نشان دادند که مساحت یک پوشش بهینه دست‌کم برابر با ۰٫۸۳۲ است.